# Hudson (Dakota du Sud)
Pour les articles homonymes, voir Hudson.
Hudson est une municipalité américaine située dans le comté de Lincoln, dans l'État du Dakota du Sud.
Fondée en 1868 sous le nom d'Eden, la localité est renommée en 1878 en l'honneur d'une famille originaire de Hudson dans l'Iowa.

## Démographie
| 1880 | 1890 | 1900 | 1910 | 1920 | 1930 |
| ---- | ---- | ---- | ---- | ---- | ---- |
| 88   | 202  | 400  | 404  | 470  | 478  |

| 1940 | 1950 | 1960 | 1970 | 1980 | 1990 |
| ---- | ---- | ---- | ---- | ---- | ---- |
| 478  | 500  | 455  | 366  | 388  | 332  |

| 2000 | 2010 | - | - | - | - |
| ---- | ---- | - | - | - | - |
| 402  | 296  | - | - | - | - |

Selon le recensement de 2010, Hudson compte 296 habitants. La municipalité s'étend sur 0,28 milles carrés (0,73 km2).